# Архівне право
Архівне право — відносно самостійний правовий інститут, що становить сукупність норм, які регулюють правовідносини у сфері обліку, збереження, охорони і використання архівних документів, формування архівного фонду.

## Історія
Термін, що з'явився в середні століття, був пов'язаний з ленним землеволодінням і містив у собі право землевласника на сукупність документів, отриманих від сюзерена, імператора або короля; право представляти виписки з цих документів або справжні документи при правових спорах по ленному землеволодінню.
Таке ж право привласнила собі церква, а потім і міста, які одержували від імператора або Папи Римського привілеї мати архівне право - зберігати ці документи і посилатися на них, як на невід'ємне право.